# Manuel Álvarez Arias
Manuel Álvarez Arias, conocido como Bailarín (n. Casayo, Carballeda de Valdeorras - Orense, 12 de junio de 1943), fue un guerrillero antifranquista gallego que luchó contra el régimen franquista en la posguerra española.

## Trayectoria
Tras el golpe de Estado en España de julio de 1936, que desencadenó la guerra civil española, Manuel Álvarez se refugió en la montaña en el otoño de ese mismo año y organizó un grupo guerrillero en la Sierra del Eje, en Galicia. Este grupo se convirtió en una de las primeras células de resistencia antifranquista en la región.
El 10 de junio de 1937, Álvarez cometió un asesinato en Casayo tras una denuncia presentada en su contra por una residente local, un hecho que marcaría su trayectoria y su imagen pública.
Tras la derrota del frente norte en 1937, su grupo guerrillero se fortaleció con la llegada de combatientes veteranos de Asturias y León, alcanzando hasta treinta integrantes. Sin embargo, su estilo de liderazgo y su negativa a integrarse en estructuras organizativas le generaron conflictos con otros líderes guerrilleros de la zona, como los asturianos Marcelino Fernández Villanueva y los leoneses Manuel Girón Bazán y Marcelino de la Parra Casas.
Durante su tiempo en la resistencia, Álvarez mantuvo contactos con grupos de oposición en Portugal y utilizó la frontera portuguesa como refugio para escapar de las fuerzas franquistas. Sin embargo, el 2 de agosto de 1940, Álvarez decidió entregarse voluntariamente en El Barco de Valdeorras a la Guardia Civil, acordando cooperar con ellos denunciando a sus antiguos compañeros a cambio de su libertad. A pesar de este acuerdo, no llegó a traicionar al resto de los guerrilleros y fue detenido por las autoridades. Finalmente, fue juzgado y sentenciado a muerte, siendo ejecutado en la prisión de Orense el 12 de junio de 1943.